# 沃涅赖
沃涅赖（法語：Vaugneray，法語發音：[voɲʁɛ]）是法国罗讷省的一个市镇，属于里昂区。该市镇于2015年由原沃涅赖与市镇圣洛朗德沃合并而成。

## 地理
沃涅赖（45°44'16"N, 4°39'23"E）面积25.02 平方千米，位于法国奥弗涅-罗讷-阿尔卑斯大区罗讷省，该省份为法国中东部省份，北起顺时针与索恩-卢瓦尔省、安省、里昂大都会、伊泽尔省和卢瓦尔省接壤。
与沃涅赖接壤的市镇（或旧市镇、城区）包括：波利奥奈、格雷济约拉瓦雷讷、布兰达、梅西米、库尔济约、舍维奈。
沃涅赖的时区为UTC+01:00、UTC+02:00（夏令时）。

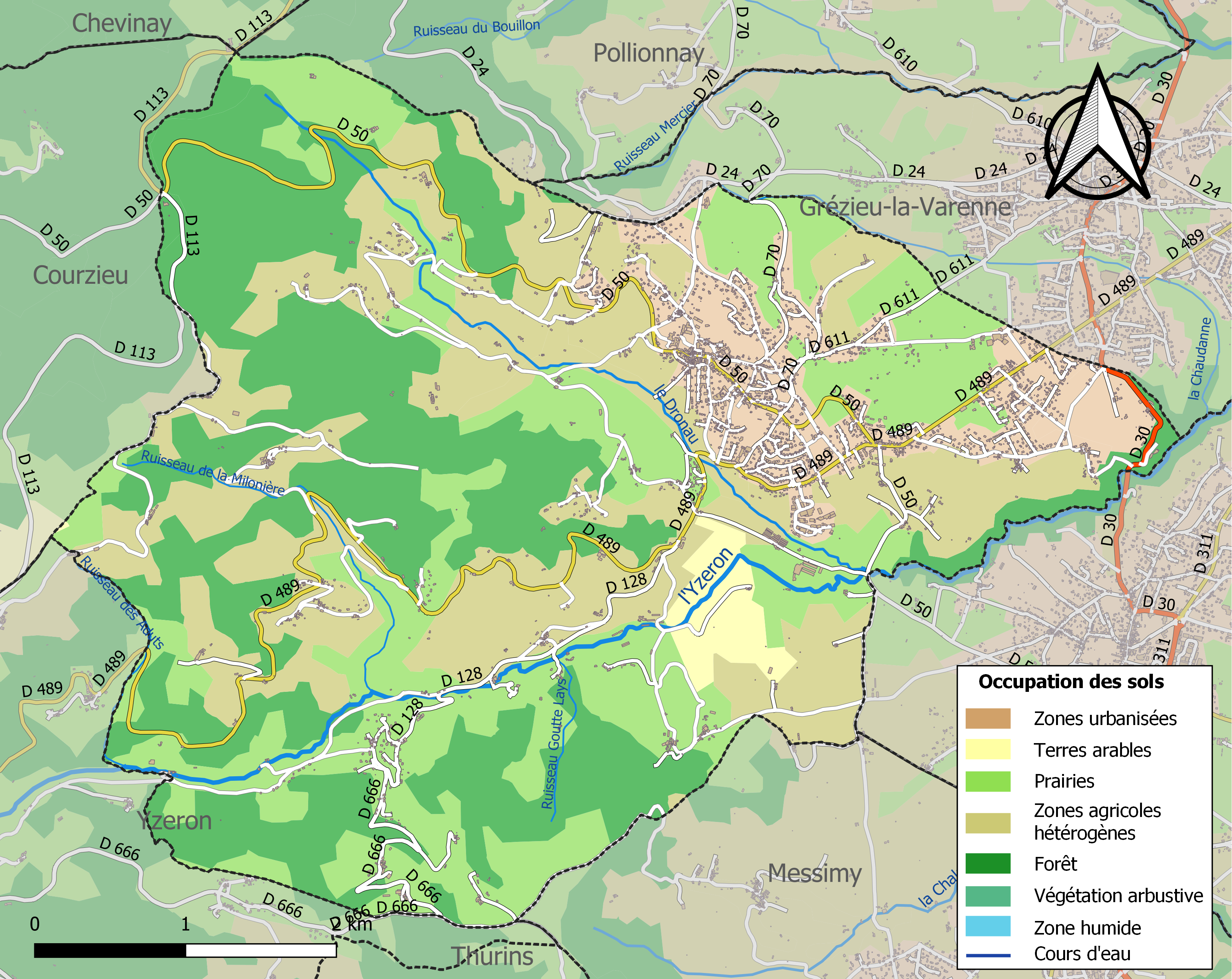
沃涅赖的OSM定位图

## 行政
沃涅赖的邮政编码为69670，INSEE市镇编码为69255。

## 政治
沃涅赖所属的省级选区为沃涅赖县。

## 人口

1962-2008年间沃涅赖人口变化图示

沃涅赖于2022年1月1日时的人口数量为6198人。